# Менечу-Унгурень
Менечу-Унгурень, Менечу-Унгурені (рум. Măneciu-Ungureni) — село у повіті Прахова в Румунії. Адміністративний центр комуни Менечу.
Село розташоване на відстані 97 км на північ від Бухареста, 41 км на північ від Плоєшті, 48 км на південний схід від Брашова.

## Населення
За даними перепису населення 2002 року у селі проживали 2692 особи, з них 2691 особа (> 99,9%) румунів. Рідною мовою 2691 особа (> 99,9%) назвала румунську.